# Charles C. Mann
Charles C. Mann (12 giugno 1955) è un giornalista e saggista statunitense, specializzato in argomenti scientifici.

## Biografia
Ha collaborato con varie riviste statunitensi e straniere, tra cui Science, The Atlantic, Vanity Fair, Paris Match, Fortune, Stern, Panorama.
Nel 2005 il suo libro 1491 vinse il Keck Award della National Academy of Sciences come miglior libro dell'anno di divulgazione scientifica.

## Opere
- Con Robert P. Crease, Alla ricerca dell'uno. L'unificazione delle forze della natura: parlano i protagonisti della nuova fisica (The Second Creation: Makers of the Revolution in 20th-Century Physics, 1986), traduzione di Libero Sosio, Milano, Mondadori, 1987,  p. 594, ISBN 978-88-043-0564-4. - Nuova edizione, 1995 (non tradotta in italiano).
- (EN) Con Mark L. Plummer, The Aspirin Wars: Money, Medicine, and 100 Years of Rampant Competition, Harvard Business School Press, 1991.
- (EN) Con Mark L. Plummer, Noah's Choice: The Future of Endangered Species, 1995.
- (EN) Con David H. Freedman, @ Large: The Strange Case of the World's Biggest Internet Invasion, 1997.
- (EN) 1491: New Revelations of the Americas Before Columbus, New York, Alfred Knopf, 2005.
- 1493 . Pomodori, tabacco e batteri. Come Colombo ha creato il mondo in cui viviamo (1493. Uncovering the New World Columbus Created, 2011), traduzione di C. Lazzati, Collezione Le Scie, Milano, Mondadori, 2013, ISBN 978-88-046-2312-0. - Collana Oscar Storia, Mondadori, 2017 , pag 676 .Esplora i risultati della prima globalizzazione iniziata dopo l'incontro europeo con le Americhe  , argomento iniziato nell'opera del 1972 di Alfred Crosby Lo scambio colombiano , che ha esaminato i cambiamenti ecologici e sociali succeduti agli scambi di piante, animali, malattie e tecnologie .